# Montigny-lès-Condé
Montigny-lès-Condé ist eine französische Gemeinde mit 50 Einwohnern (Stand: 1. Januar 2022) im Département Aisne in der Region Hauts-de-France (frühere Region: Picardie). Sie gehört zum Arrondissement Château-Thierry und zum Kanton Essômes-sur-Marne.

## Geographie
Die Gemeinde Montigny-lès-Condé liegt rund 14 Kilometer südöstlich von Château-Thierry auf der Höhe zwischen den Flüssen Verdonnelle und Dhuis. Zur Gemeinde gehören die Häusergruppen Maurepas im Tal der Verdonnelle und Les Bois über dem Tal der Dhuis. Nachbargemeinden von Montigny-lès-Condé sind Condé-en-Brie im Norden und Nordosten, Vallées en Champagne im Osten, Pargny-la-Dhuys im Süden sowie im Westen sowie Montlevon im Westen.

## Bevölkerungsentwicklung
| Jahr                       | 1962 | 1968 | 1975 | 1982 | 1990 | 1999 | 2009 | 2015 |
| Einwohner                  | 62   | 57   | 57   | 53   | 52   | 56   | 74   | 62   |
| Quellen: Cassini und INSEE |      |      |      |      |      |      |      |      |

## Sehenswürdigkeiten
- Kirche Saint-Éloi aus dem 12. Jahrhundert
- Altes Waschhaus mit Gemäldeschmuck

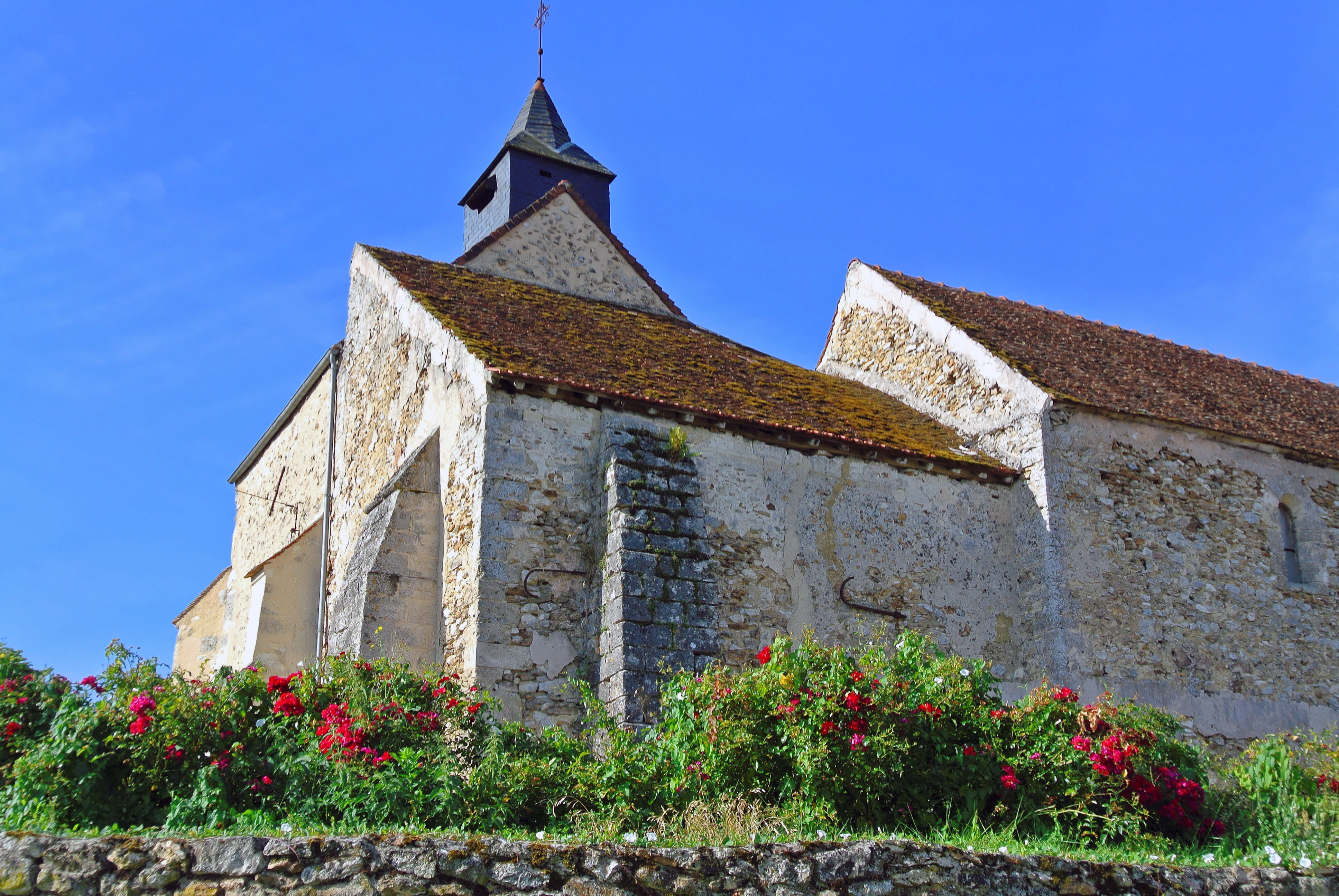
Kirche Saint-Éloi